# Leucania funerea
Leucania funerea är en fjärilsart som beskrevs av Alfred Philpott 1927. Leucania funerea ingår i släktet Leucania och familjen nattflyn. Inga underarter finns listade i Catalogue of Life.